# Lilian Kummer
Lilian Kummer, švicarska alpska smučarka, * 8. julij 1975, Riederalp.
Nastopila je na Olimpijskih igrah 2002, kjer je odstopila v veleslalomu. V dveh nastopih na svetovnih prvenstvih je najboljšo uvrstitev dosegla leta 2001 s četrtim mestom v veleslalomu. V svetovnem pokalu je tekmovala devet sezon med letoma 1996 in 2004 ter dosegla eno zmago v veleslalomu. V skupnem seštevku svetovnega pokala je bila najvišje na 43. mestu leta 2002, ko je bila tudi štirinajsta v veleslalomskem seštevku.